# ダイアナ妃の葬儀
ダイアナ妃の葬儀は、1997年9月6日土曜日午前9時8分に、ロンドンのケンジントン宮殿から葬列が出発することを告げるウェストミンスター寺院の鐘が鳴り始めたことで始まった。棺は砲車に乗せられてケンジントン宮殿からハイドパークに沿ってセント・ジェームズ宮殿まで運ばれた。ダイアナ妃の遺体はケンジントン宮殿に運ばれるまでの5日間、セント・ジェームズ宮殿に安置されていた。宮殿の上のイギリス国旗は半旗にされた。葬儀はウェストミンスター寺院で行われ、オールソープの埋葬地で終了した。
ウェストミンスター寺院で行われた葬儀には2千人が参列した。
イギリス国内における葬儀のテレビ中継の視聴者数は3,210万人に達し、これはイギリス史上最多の視聴者数である。世界中で推定25億人が葬儀の中継を視聴した。

## 葬儀
ダイアナ妃の棺は、アーミンの縁取りが施されたイギリス王族旗が掛けられ、1997年8月31日にダイアナ妃の元夫のチャールズ3世とダイアナ妃の2人の姉妹によって、パリのサルペトリエール病院からヴィラクブレー空軍基地を経由してロンドンに運ばれた。民間の霊安室に一旦運ばれた後、セント・ジェームズ宮殿のチャペル・ロイヤルに安置された。22年前からリハーサルされていた、テイ・ブリッジ計画（Operation Tay Bridge）と名付けられたエリザベス皇太后のための葬儀の計画に基づいて、ダイアナ妃の葬儀は行われた。
この葬儀は国葬ではなく、王室の儀式的な葬儀であり、王室の儀式と英国国教会の葬儀典礼を含むものだった。ケンジントン宮殿とバッキンガム宮殿の門には大きな花の装飾が設置された。アーミンの縁取りが施された王族旗が掛けられたダイアナ妃の棺は、女王のウェールズ衛兵の8人の兵士の随伴により、1時間47分かけてロンドンの市中を巡った。棺の上には、弟のスペンサー卿と息子のウィリアム王子、ヘンリー王子から手向けられた白い花輪が3輪飾られていた。棺の上には、ヘンリー王子からの手紙も置かれていた。セント・ジェームズ宮殿では、エディンバラ公、皇太子、息子たち、弟が葬列に加わった。葬列には、ダイアナ妃が生前関わってきた様々な慈善団体の代表者500人が後ろに続いていた。アリスター・キャンベルは後に公開した日記の中で、チャールズ3世が群衆に襲われるのではないかと政府と王室が心配して、息子たちも同行するようにしたことを明らかにしている。ウィリアム王子は後に自分たちの経験を「私が今までにした中で最も困難なことの一つ」だったと語り、ヘンリー王子は「自分たちがしたことをするように求められた子供はこれまでにいなかっただろう」と述べた。それにもかかわらず、ウィリアム王子はこの行為を「義務と家族のバランス」を保つために必要なものとし、ヘンリー王子は葬列に参加できたことを「とても嬉しかった」と語った。棺はその後、王族が外で待っているバッキンガム宮殿を通過した。当時の国王エリザベス2世女王は棺が通り過ぎる際に頭を下げた。100万人以上の人々がロンドンの通りに並んで葬列を見送り、葬列に花を撒いた。

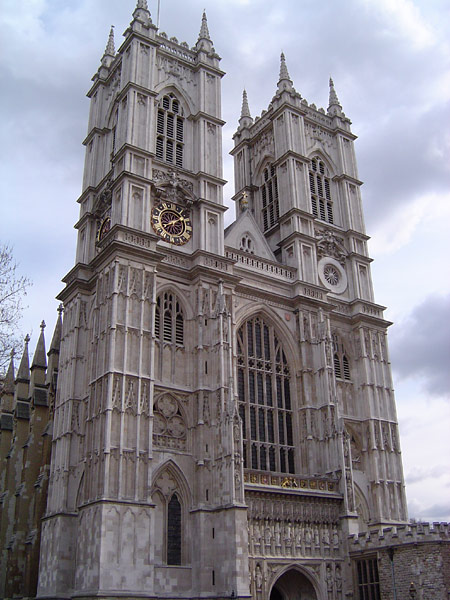
葬儀会場となったウェストミンスター寺院の西の扉

ウェストミンスター寺院での礼拝は午前11時ちょうどから始まり、1時間10分にわたって行われた。王族がダイアナ妃の棺に花輪を捧げ、ジョン・メージャー、マーガレット・サッチャー、ジェームズ・キャラハン、エドワード・ヒースといった存命の歴代首相と、ウィンストン・チャーチル首相の孫であるウィンストン・チャーチル元保守党議員が立会った。トニー・ブレア首相は、コリント人への第一の手紙第13章の抜粋を朗読した。礼拝には、クリフ・リチャード、アメリカのファーストレディのヒラリー・クリントン、元アメリカ国務長官ヘンリー・キッシンジャー、駐英アメリカ大使ウィリアム・J・クロウ、フランスのファーストレディのベルナデット・シラク、ヨルダンのヌール王妃、トム・ハンクス、スティーヴン・スピルバーグ、エルトン・ジョン、ジョージ・マイケル、クリス・デ・バー、マイケル・バリモア、マライア・キャリー、リチャード・ブランソン、ルチアーノ・パバロッティ、トム・クルーズ、ニコール・キッドマン、リチャード・アッテンボロー、イムラン・カーンらが参列した。その他の招待者として、スペイン国王フアン・カルロス1世、オランダのマルフリート王女、日本の皇太子と皇太子妃、ギリシャの元国王のコンスタンティノス・ティス・エラザス、南アフリカのネルソン・マンデラ大統領がいる。
また、カンタベリー大司教のジョージ・ケアリー、ウェストミンスター首席司祭のウェスレイ・カーも参列した。聖公会の礼拝は、伝統的な『神よ女王を守り給え』の歌唱で幕を開けた。バッハ、ドヴォルザーク、サン＝サーンス、ホルスト、ヴェルディなどの楽曲が礼拝中に演奏された。
礼拝では、ダイアナ妃へに捧げる歌としてリメイクされた『キャンドル・イン・ザ・ウインド』をエルトン・ジョンが歌った。エルトン・ジョンは曲作りのパートナーのバーニー・トーピンに連絡を取り、1973年に作曲した、マリリン・モンローへ捧げた曲であるこの曲の歌詞をダイアナ妃の追悼のために書き直すよう依頼した。ダイアナ妃が亡くなる1か月前、共通の友人であるジャンニ・ヴェルサーチの葬儀でダイアナ妃がエルトン・ジョンを慰める姿が撮影されていた。
ダイアナ妃の弟のスペンサー卿が弔辞を述べ、その中で彼は王室とマスコミの姉に対する扱いを非難した。「ダイアナに関する全ての皮肉の中で、おそらく最も最高なのは、『古代の狩猟の女神の名を与えられた少女が、最終的には現代で最も狩猟された人物であった』ということは、覚えておくべきポイントです」とスペンサー卿は述べている。
ギリシャ正教の聖体礼儀とシェイクスピアの『ハムレット』からの引用によるギリシャ正教の修道女マザー・テクラの文章にイギリスの作曲家ジョン・タヴナーが曲をつけた『アテーナーの歌』が、マーティン・ニアリーの指揮によりウェストミンスター寺院合唱団によって歌われ、ダイアナ妃の葬列がウェストミンスター寺院の主身廊から出発した。その後、ウェストミンスター寺院の10個の鐘が転調鳴鐘で鳴らされ、1分間の黙祷が捧げられた。同日、アメリカ・ワシントンD.C.のワシントン大聖堂でも追悼式が行われ、ジョン・カー在米イギリス大使、ビル・リチャードソン米国国連大使、ワシントン・ポスト社のキャサリン・グラハム執行委員長など2,170人が参列した。翌9月7日日曜日にも、ウエストミンスター寺院でダイアナ妃のための追加礼拝が行われた。
葬儀のテレビ中継はイギリス全土で3100万人が視聴し、これまでで最も多くの視聴者数を記録した。葬儀の中継の視聴者数は、全世界で25億人と推定されている。日本ではNHK BS1で午後4時から午後5時50分まで放送された。

## 埋葬

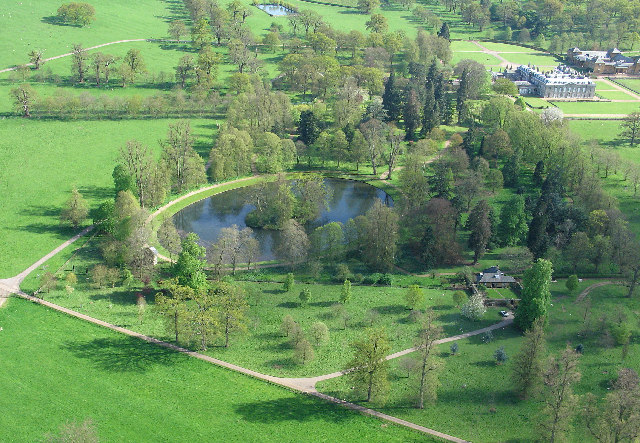
オールソープの航空写真。ダイアナ妃は湖の中央にある小さな島に埋葬されている。

埋葬は同日遅くに非公開で行われた。ダイアナ妃の元夫、息子、母、兄弟、親しい友人、聖職者が参列した。ダイアナ妃の遺体は、その数週間前にキャサリン・ウォーカーがデザインした黒の長袖、4分の3丈のウールのカクテルドレス、黒のパンティーストッキング、黒の靴を身につけていた。彼女の手には、ダイアナ妃と同じ週に亡くなったマザー・テレサからの贈り物であるロザリオ・ビーズが置かれていた。彼女の手には息子たちの写真もあった。この写真は、彼女がいつも持っていたハンドバッグの中から発見されたものである。また、ダイアナ妃の元執事ポール・バレルが、ケンジントン宮殿の彼女の鏡台の引き出しの中にしまってあった息子たちの写真を棺の中に入れたと報じられている。
ダイアナ妃の墓は、何世紀にもわたってスペンサー家が住んでいたオールソープの敷地内の湖の中の島（北緯52度16分59秒 西経1度00分01秒 / 北緯52.283082度 西経1.000278度）にある。埋葬に先立ち、その土地がピーターバラ司教によって聖別された。
埋葬の直前に、棺に掛けられていた王族旗が弟のスペンサー卿によって取り外され、スペンサー家の旗に取り替えられた。スペンサー卿は「これで彼女はスペンサー家の一員だ」と述べた。チャールズ皇太子(現在のチャールズ3世)、ウィリアム王子(現在のウィリアム皇太子)、ヘンリー王子は、棺に掛ける旗を変えることに同意した。しかし、ポール・バレルはこれを非難し、『デイリー・ミラー』紙に「これはダイアナが望んでいたことよりも、スペンサー家とウインザー家との関係を優先させたものです。不適切で無礼な行為でした。ダイアナが望んでいたことではないことはわかっていました。あの行為で、弟は妃の人生における適切な地位を奪ったのです。それは彼女が誇りに思っていたものでした」と述べた。スペンサー卿は、バレルの発言を「心が傷つく嘘」と呼び、声明の中で次のように述べた。「王族旗は、式典の一部として、皇太子妃自身の使いの者の手によって、威厳を持って事前に決められた方法で取り外されました」
当初の計画では、ダイアナ妃は近くのグレート・ブリントンにある教会にあるスペンサー家の地下墓所に埋葬される予定だったが、スペンサー卿は公共の安全と治安、そしてグレート・ブリントンに墓参者が殺到することを懸念していた。そこで彼は、ダイアナ妃の墓を、ウィリアム王子(現在のウィリアム皇太子)やヘンリー王子、その他の親族がプライバシーを守って訪れることができ、手入れが簡単な場所に埋葬することにした。
ダイアナ妃の墓は、オールソープの庭園内にある「ラウンド・オーバル」として知られる湖の中の島にある。湖に続く小道には、ダイアナ妃の没年齢に因んだ36本のオークの木が植えられている。湖には睡蓮が咲いているが、これは白いバラとともにダイアナ妃が好きな花だった。湖の南側には、かつてロンドンのアドミラルティ・ハウスの庭園にあったサマーハウスがあり、現在はダイアナ妃の記念館として利用されている。その近くの樹木園には、一家で植えた木がある。スペンサー家は、この人里離れたプライベートな場所にダイアナ妃を埋葬することを決めたことで、墓参りをプライベートで行うことができるようになった。
埋葬は、プリンセス・オブ・ウェールズ王室連隊第2大隊の兵士が行った。ダイアナ妃は1992年から1996年までこの連隊の名誉連隊長を務めていた。